# Comune di Bredebro
Il comune di Bredebro fino al 1º gennaio 2007 è stato un comune danese situato contea dello Jutland Meridionale, il comune aveva una popolazione di 3 680 abitanti (2005) e una superficie di 151 km². Capoluogo era la cittadina omonima.
Dal 1º gennaio 2007, con l'entrata in vigore della riforma amministrativa, il comune è stato soppresso e accorpato ai comuni Højer, Løgumkloster, Nørre-Rangstrup e Skærbæk per dare luogo al riformato comune di Tønder compreso nella regione della Danimarca Meridionale (Syddanmark).